# Hospital Periférico de Coche
El Hospital Dr. Leopoldo Manrique Terrero — también conocido como Hospital Periférico de Coche y Hospital de Coche— es un centro hospitalario tipo III público localizado en el sur de la ciudad de Caracas, la capital del país sudamericano de Venezuela. Se localiza específicamente en la avenida Intercomunal de El Valle, calle Zea, parroquia Coche del Municipio Libertador al sur del distrito capital y al oeste del Distrito metropolitano de Caracas. En sus alrededores se encuentra la Iglesia parroquial Nuestra Señora de la Luz y el Mercado Mayor de Coche, el más importante de Caracas. Ofrece servicios de medicina general y de atención de emergencias médico-quirúrgicas y toxicológicas.
Fue inaugurado el 4 de diciembre de 1954 durante el gobierno del General Marcos Pérez Jiménez. Fue ampliado en la década de 1970 y reubautizado en 1978 con su nombre actual "Dr. Leopoldo Manrique Terrero" un cirujano local. En el 2013 se iniciaron una serie de obras de rehabilitación y modernización de sus instalaciones a cargo del gobierno del Distrito capital y el Ministerio de Salud de Venezuela. Se destaca en la ciudad de Caracas por tener un Centro de Toxicología "Dr. Leopoldo Manrique Terreno" de Coche.

l hospital fue guarimbeado el día lunes 29 de julio del 2024, un grupo de opositores cuando atacaban toda institución pública en su lucha por liberar a Venezuela . La quema del hospital se realizó con personal dentro,logrando escapar por otro lado. Los guarimberos se sospecha estaban drogados (6)